# ريو رانتشو (نيومكسيكو)
ريو رانتشو (بالإنجليزية: Rio Rancho)‏ هي إحدى مدن ولاية نيومكسيكو في الولايات المتحدة الأمريكية.

## التركيبة السكانية
حدّد مكتب تعداد الولايات المتحدة بيانات التركيبة السكانية لريو رانتشو في تعداد الولايات المتحدة. في ما يلي، التركيبة السكانية حسب تعدادي 2000 و2010.

### تعداد عام 2000
بلغ عدد سكان ريو رانتشو 51,765 نسمة بحسب تعداد عام 2000، وبلغ عدد الأسر 18,995 أسرة وعدد العائلات 14,112 عائلة مقيمة في المدينة. في حين سجلت الكثافة السكانية 192.8 نسمة لكل كيلومتر مربع (499.3/ميل2). وبلغ عدد الوحدات السكنية 20,209 وحدة بمتوسط كثافة قدره 75.2 لكل كيلومتر مربع (194.8/ميل2).
وتوزع التركيب العرقي للمدينة بنسبة 78.36% من البيض و2.66% من الأمريكيين الأفارقة و2.37% من الأمريكيين الأصليين و1.46% من الأمريكيين ذوي الأصول الآسيوية و0.17% من سكان جزر المحيط الهادئ و10.85% من الأعراق الأخرى و4.12% من عرقين مختلطين أو أكثر و27.68% من الهسبانيون أو اللاتينيون من أي عرق.
بلغ عدد الأسر 18,995 أسرة كانت نسبة 43% منها لديها أطفال تحت سن الثامنة عشر تعيش معهم، وبلغت نسبة الأزواج القاطنين مع بعضهم البعض 59.4% من أصل المجموع الكلي للأسر، ونسبة 10.3% من الأسر كان لديها معيلات من الإناث دون وجود شريك، بينما كانت نسبة 4.6% من الأسر لديها معيلون من الذكور دون وجود شريكة وكانت نسبة 25.7% من غير العائلات. تألفت نسبة 20.8% من أصل جميع الأسر من عدة أفراد يعيشون في نفس المنزل ونسبة 7.9% كانت تتألف من شخص يعيش بمفرده يبلغ من العمر 65 عاماً أو أكثر. وبلغ متوسط حجم الأسرة المعيشية 2.70، أما متوسط حجم العائلات فبلغ 3.14.
بلغ العمر الوسطي للسكان 35.1 عاماً. وكانت نسبة 29.2% من القاطنين تحت سن الثامنة عشر، وكانت نسبة 7% بين الثامنة عشر والرابعة والعشرين عاماً، ونسبة 32% كانت واقعةً في الفئة العمرية ما بين الخامسة والعشرين والرابعة والأربعين عاماً، ونسبة 20% كانت ما بين الخامسة والأربعين والرابعة والستين، ونسبة 11% كانت ضمن فئة الخامسة والستين عاماً فما فوق. يوجد لكل 100 أنثى 94.8 ذكر، ويوجد لكل 100 أنثى في الثامنة عشر من عمرها فما فوق 90.8 ذكر.
بلغ متوسط دخل الأسرة في المدينة 46,279 دولارًا، أما متوسط دخل العائلة فبلغ 51,214 دولارًا. وكان متوسط دخل الذكور 38,246 دولارًا مقابل 27,332 دولارًا للإناث. وسجل دخل الفرد الخاص بالمدينة 20,137 دولارًا. وكانت نسبة 3.7% من العائلات ونسبة 5.3% من السكان تحت خط الفقر، وكان من هؤلاء نسبة 5.4% تحت سن الثامنة عشر ونسبة 6% في الخامسة والستين من العمر وما فوق.

### تعداد عام 2010
بلغ عدد سكان ريو رانتشو 87,521 نسمة بحسب تعداد عام 2010، وبلغ عدد الأسر 31,892 أسرة وعدد العائلات 23,248 عائلة مقيمة في المدينة. في حين سجلت الكثافة السكانية 325.9 نسمة لكل كيلومتر مربع (844.1/ميل2). وبلغ عدد الوحدات السكنية 33,964 وحدة بمتوسط كثافة قدره 126.5 لكل كيلومتر مربع (327.6/ميل2).
وتوزع التركيب العرقي للمدينة بنسبة 76.02% من البيض و2.89% من الأمريكيين الأفارقة و3.23% من الأمريكيين الأصليين و1.89% من الأمريكيين ذوي الأصول الآسيوية و0.17% من سكان جزر المحيط الهادئ و11.12% من الأعراق الأخرى و4.67% من عرقين مختلطين أو أكثر و36.74% من الهسبانيون أو اللاتينيون من أي عرق.
بلغ عدد الأسر 31,892 أسرة كانت نسبة 40.2% منها لديها أطفال تحت سن الثامنة عشر تعيش معهم، وبلغت نسبة الأزواج القاطنين مع بعضهم البعض 55.1% من أصل المجموع الكلي للأسر، ونسبة 12% من الأسر كان لديها معيلات من الإناث دون وجود شريك، بينما كانت نسبة 5.9% من الأسر لديها معيلون من الذكور دون وجود شريكة وكانت نسبة 27.1% من غير العائلات. تألفت نسبة 21.5% من أصل جميع الأسر من عدة أفراد يعيشون في نفس المنزل ونسبة 7.7% كانت تتألف من شخص يعيش بمفرده يبلغ من العمر 65 عاماً أو أكثر. وبلغ متوسط حجم الأسرة المعيشية 2.74، أما متوسط حجم العائلات فبلغ 3.19.
بلغ العمر الوسطي للسكان 35.9 عاماً. وكانت نسبة 28.1% من القاطنين تحت سن الثامنة عشر، وكانت نسبة 7.8% بين الثامنة عشر والرابعة والعشرين عاماً، ونسبة 27.2% كانت واقعةً في الفئة العمرية ما بين الخامسة والعشرين والرابعة والأربعين عاماً، ونسبة 26.1% كانت ما بين الخامسة والأربعين والرابعة والستين، ونسبة 10.8% كانت ضمن فئة الخامسة والستين عاماً فما فوق. وتوزع التركيب الجنسي للسكان بنسبة 48.7% ذكور و51.3% إناث.

## المناخ
يظهر الجدول التالي التغييرات المناخية على مدار السنة لريو رانتشو:
| البيانات المناخية لـريو رانتشو    | البيانات المناخية لـريو رانتشو | البيانات المناخية لـريو رانتشو | البيانات المناخية لـريو رانتشو | البيانات المناخية لـريو رانتشو | البيانات المناخية لـريو رانتشو | البيانات المناخية لـريو رانتشو | البيانات المناخية لـريو رانتشو | البيانات المناخية لـريو رانتشو | البيانات المناخية لـريو رانتشو | البيانات المناخية لـريو رانتشو | البيانات المناخية لـريو رانتشو | البيانات المناخية لـريو رانتشو | البيانات المناخية لـريو رانتشو |
| الشهر                             | يناير                          | فبراير                         | مارس                           | أبريل                          | مايو                           | يونيو                          | يوليو                          | أغسطس                          | سبتمبر                         | أكتوبر                         | نوفمبر                         | ديسمبر                         | المعدل السنوي                  |
| --------------------------------- | ------------------------------ | ------------------------------ | ------------------------------ | ------------------------------ | ------------------------------ | ------------------------------ | ------------------------------ | ------------------------------ | ------------------------------ | ------------------------------ | ------------------------------ | ------------------------------ | ------------------------------ |
| الدرجة القصوى °ف (°م)             | 74 (23)                        | 82 (28)                        | 90 (32)                        | 94 (34)                        | 107 (42)                       | 108 (42)                       | 111 (44)                       | 106 (41)                       | 102 (39)                       | 95 (35)                        | 83 (28)                        | 75 (24)                        | 111 (44)                       |
| متوسط درجة الحرارة الكبرى °ف (°م) | 53 (12)                        | 59 (15)                        | 67 (19)                        | 76 (24)                        | 85 (29)                        | 94 (34)                        | 96 (36)                        | 93 (34)                        | 87 (31)                        | 76 (24)                        | 62 (17)                        | 53 (12)                        | 75 (24)                        |
| متوسط درجة الحرارة الصغرى °ف (°م) | 30 (−1)                        | 34 (1)                         | 39 (4)                         | 45 (7)                         | 53 (12)                        | 61 (16)                        | 68 (20)                        | 68 (20)                        | 59 (15)                        | 47 (8)                         | 37 (3)                         | 30 (−1)                        | 48 (9)                         |
| أدنى درجة حرارة °ف (°م)           | 5 (−15)                        | 8 (−13)                        | 18 (−8)                        | 26 (−3)                        | 37 (3)                         | 46 (8)                         | 51 (11)                        | 49 (9)                         | 41 (5)                         | 23 (−5)                        | 17 (−8)                        | 4 (−16)                        | 4 (−16)                        |
| الهطول إنش (مم)                   | 0.33 (8.4)                     | 0.38 (9.7)                     | 0.65 (17)                      | 0.50 (13)                      | 0.49 (12)                      | 0.58 (15)                      | 1.26 (32)                      | 1.72 (44)                      | 0.99 (25)                      | 0.95 (24)                      | 0.58 (15)                      | 0.47 (12)                      | 8.90 (226)                     |
| المصدر: Weather Channel           |                                |                                |                                |                                |                                |                                |                                |                                |                                |                                |                                |                                |                                |

## أعلام
- ألان برانش